# Lesneven
Lesneven är en kommun i departementet Finistère i regionen Bretagne i västra Frankrike. Kommunen ligger i kantonen Lesneven som tillhör arrondissementet Brest. År 2022 hade Lesneven 7 471 invånare.

## Befolkningsutveckling
Antalet invånare i kommunen Lesneven
Referens:INSEE